# Sân vận động Olympic (Berlin)
Sân vận động Olympic (tiếng Đức: Olympiastadion; phát âm tiếng Đức: [ʔoˈlʏmpi̯aːˌʃtaːdi̯ɔn]) là một sân vận động thể thao nằm ở Công viên Olympic Berlin, Berlin, Đức. Sân được xây dựng ban đầu bởi Werner March cho Thế vận hội Mùa hè 1936. Trong thời gian diễn ra Thế vận hội, lượng khán giả kỷ lục được cho là hơn 100.000 người. Ngày nay sân vận động là một phần của Công viên Olympic Berlin.
Kể từ khi cải tạo lại vào năm 2004, sân vận động Olympic có sức chứa 74.475 chỗ ngồi và là sân vận động lớn nhất ở Đức cho các trận đấu bóng đá quốc tế. Sân vận động Olympic là sân vận động xếp loại 4 của UEFA và là một trong những địa điểm có uy tín nhất trên thế giới cho các sự kiện thể thao và giải trí.
Ngoài việc sử dụng như là một sân vận động điền kinh, nó còn là nơi đã xây dựng một truyền thống bóng đá. Kể từ năm 1963, nó là sân nhà của câu lạc bộ Hertha BSC. Sân vận động đã tổ chức ba trận đấu trong khuôn khổ Giải vô địch bóng đá thế giới 1974. Sân được cải tạo lại cho Giải vô địch bóng đá thế giới 2006, thời điểm mà nó tổ chức sáu trận đấu, bao gồm cả trận chung kết. Trận đấu chung kết của Cúp bóng đá Đức được diễn ra mỗi năm tại địa điểm này. Sân vận động Olympic Berlin còn là nơi tổ chức Giải vô địch bóng đá nữ thế giới 2011 cũng như là trận chung kết UEFA Champions League 2015, Giải vô địch điền kinh thế giới năm 2009.

## Lịch sử

### 1916–1934: Sân vận động Deutsches

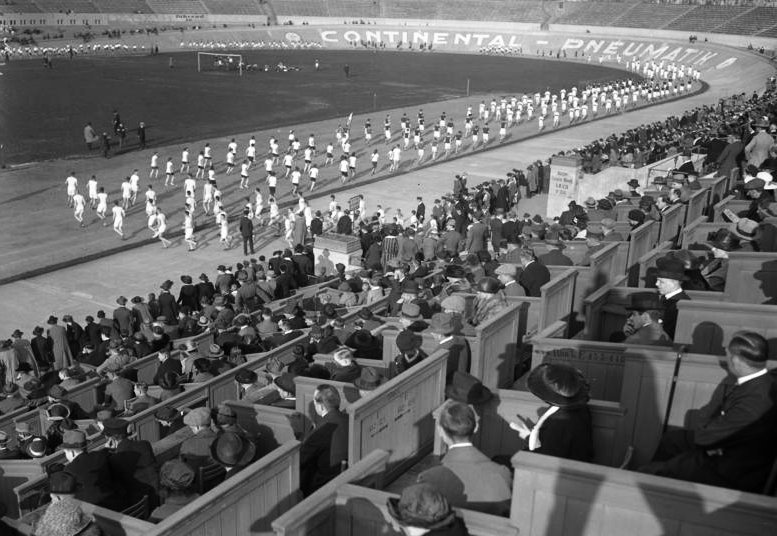
Sân vận động Deutsches năm 1923

Trong Thế vận hội Mùa hè 1912, thành phố Berlin được Ủy ban Olympic Quốc tế (IOC) chỉ định đăng cai Thế vận hội Mùa hè 1916. Sân vận động được đề xuất của Đức cho sự kiện này được đặt tại Charlottenburg, trong Rừng Grunewald, ở phía tây Berlin - do đó sân vận động còn được gọi là Grunewaldstadion. Một trường đua ngựa đã tồn tại ở đó thuộc về Berliner Rennverein, và thậm chí ngày nay các quầy bán vé cũ vẫn tồn tại trên Jesse-Owens-Allee. Chính phủ Đức quyết định không xây dựng trong rừng Grunewald gần đó, hoặc cải tạo các công trình đã tồn tại. Vì mong muốn này, họ đã thuê cùng một kiến trúc sư đã xây dựng "Rennverein", Otto March.
March quyết định chôn sân vận động xuống đất ("Erdstadion", trong tiếng Đức). Tuy nhiên, Thế vận hội Olympic năm 1916 đã bị hủy bỏ do Chiến tranh thế giới thứ nhất. Vào những năm 1920, công trình đầu tiên của một trường học, "Deutsches Sportforum" (Diễn đàn thể thao của Đức), dành riêng cho việc giảng dạy của các giáo sư thể dục và nghiên cứu khoa học thể thao, được xây dựng về phía đông bắc của địa điểm sân vận động. Từ năm 1926 đến năm 1929, các con trai của Otto March (Werner và Walter) được giao xây dựng một khu phụ cho các cơ sở này, mặc dù việc hoàn thiện bị trì hoãn cho đến năm 1936.

### 1936–1945: Sân vận động Olympic

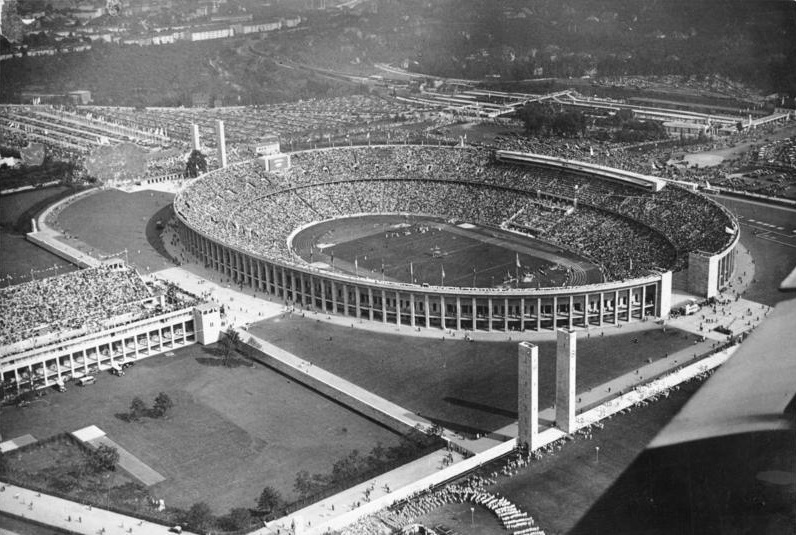
Sân vận động Olympic năm 1936

Năm 1931, Ủy ban Olympic Quốc tế đã chọn Berlin để đăng cai Thế vận hội Mùa hè lần thứ 11. Ban đầu, chính phủ Đức chỉ quyết định khôi phục lại Sân vận động Olympic trước đó vào năm 1916, với Werner March một lần nữa được giữ lại để làm việc này.
Khi Đức Quốc xã lên nắm quyền ở Đức (1933), họ quyết định sử dụng Thế vận hội Olympic năm 1936 cho mục đích tuyên truyền. Với những kế hoạch này, Adolf Hitler đã ra lệnh xây dựng một khu liên hợp thể thao lớn ở Grunewald được đặt tên là "Reichssportfeld" với một Sân vận động Olympic hoàn toàn mới. Kiến trúc sư Werner March vẫn phụ trách dự án với sự trợ giúp của anh trai ông là Walter.
Quá trình xây dựng diễn ra từ năm 1934 đến năm 1936. Khi hoàn thành, Reichssportfeld có diện tích 132 ha (330 mẫu Anh). Nó bao gồm (đông sang tây): Sân vận động Olympic, Maifeld (Mayfield, sức chứa 50.000 người) và giảng đường Waldbühne (sức chứa 25.000 người), ngoài ra còn có nhiều địa điểm, công trình và cơ sở cho các môn thể thao khác nhau (như bóng đá, bơi lội, cưỡi ngựa và khúc côn cầu trên cỏ) ở phần phía bắc.
Werner March đã xây dựng Sân vận động Olympic mới trên nền của Sân vận động Deutsches ban đầu, một lần nữa với nửa dưới của cấu trúc lõm xuống 12 mét (39,4 ft) so với mặt đất.
Sức chứa của Sân vận động Olympic lên tới 110.000 khán giả. Sân cũng sở hữu một vị trí đặc biệt cho Adolf Hitler và các cộng sự chính trị của ông ta. Cuối cùng, phù hợp với bố cục được thiết kế đối xứng của các tòa nhà của Olympischer Platz và về phía Maifeld, là Cổng Marathon với một ngăn chứa lớn cho Ngọn lửa Olympic.

#### Maifeld

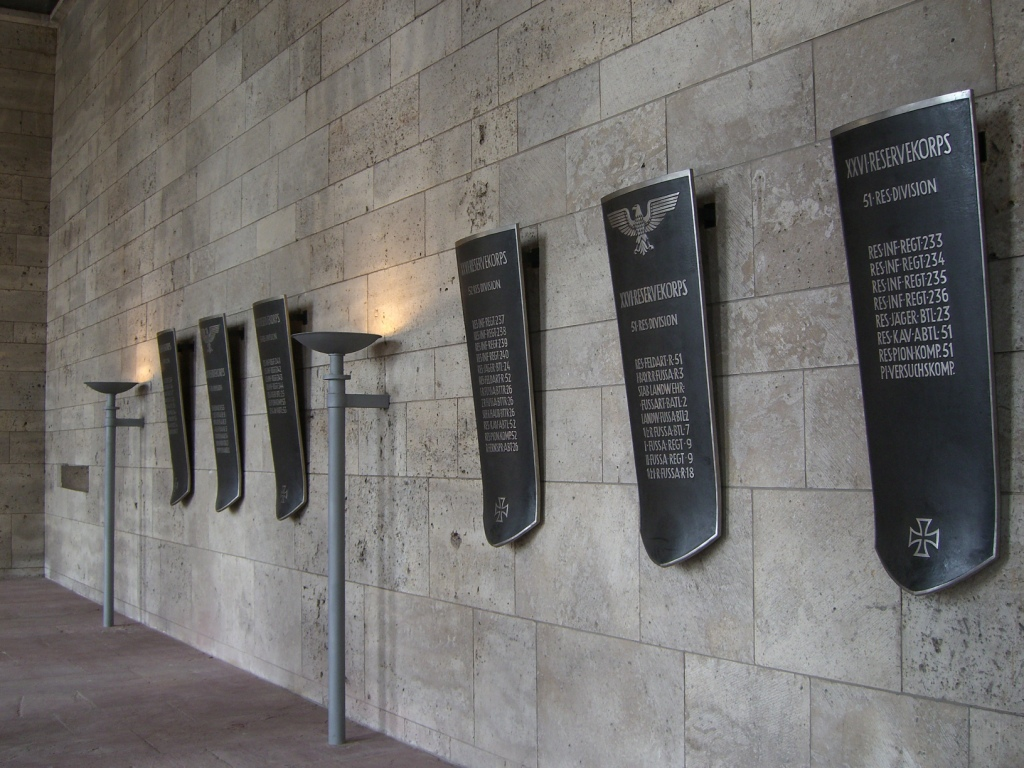
The Langemarck-Halle

Maifeld (Mayfield) được tạo ra như một bãi cỏ khổng lồ (11,2 ha, 28 mẫu Anh) cho các cuộc biểu tình tập thể dục, đặc biệt là lễ kỷ niệm Ngày tháng Năm hàng năm của chính phủ. Khu vực này được bao quanh bởi độ cao 19 mét (62 ft) trên mặt đất, mặc dù Sân vận động Olympic (về phía đông) chỉ cao 17 mét (55 ft). Tổng sức chứa là 250.000 người, với 60.000 người ở khán đài lớn kéo dài ở đầu phía tây.
Cũng nằm ở đó có Langemarck-Halle (bên dưới) và Tháp chuông (trên cao). Các bức tường được xây bằng đá vững chắc từ khu vực Lower Alps, và cũng có các tác phẩm điêu khắc về ngựa (tác phẩm của Joseph Wackerle). Điều này bao gồm các hội trường lớn được xây dựng dưới khán đài của Maifeld. Các cột được dựng lên trên đó treo cờ và lá chắn để tưởng nhớ tất cả các lực lượng đã tham gia trận chiến tại Langemark (Tây Flanders, Bỉ) vào ngày 10 tháng 11 năm 1914, trong Chiến tranh thế giới thứ nhất. Từ năm 2006, tầng trệt là nơi tổ chức một cuộc triển lãm cung cấp thông tin lịch sử về khu vực Reichssportfeld cũ.
Trong Thế vận hội năm 1936, Maifeld được sử dụng cho các sự kiện thi đấu polo và cưỡi ngựa.
Sau Chiến tranh thế giới thứ hai, lực lượng chiếm đóng của Quân đội Anh (Lữ đoàn Bộ binh Berlin) hàng năm tổ chức Lễ sinh nhật chính thức của Vua hoặc Nữ hoàng tại Maifeld và sử dụng nó cho nhiều hoạt động thể thao bao gồm cricket. Bắt đầu từ năm 2012, Maifeld trở thành sân nhà của Câu lạc bộ Cricket Berlin.

#### Tháp chuông

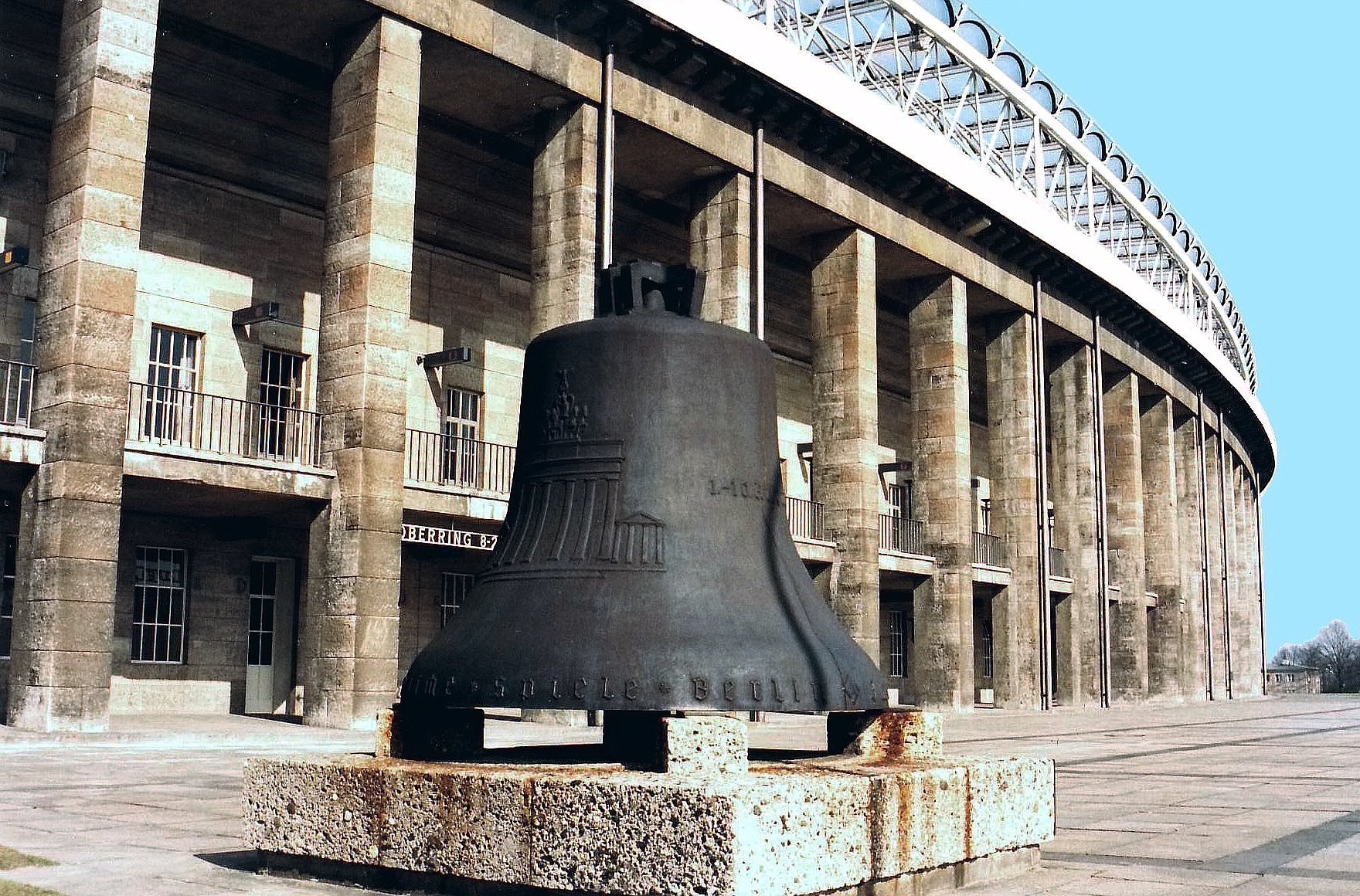
Tháp chuông Olympic bị hư hại năm 1993

Tháp chuông đăng quang ở cuối phía tây của Reichs Sportfield được trồng giữa các tầng của khán đài Maifeld. Nó cao 77 mét (247 ft). Từ đỉnh của nó có thể quan sát toàn cảnh thành phố Berlin. Trong các môn thi đấu, nó được sử dụng như một trạm quan sát của các quản trị viên và các quan chức cảnh sát, bác sĩ và giới truyền thông. Trong tháp là Chuông Olympic. Trên bề mặt của nó là những chiếc Nhẫn Olympic có hình một con đại bàng, năm 1936, Cổng Brandenburg, ngày 1-16. Tháng 8 và một khẩu hiệu giữa hai chữ Vạn: I call the youth of the world và 11. Olympic Games Berlin - mặc dù các môn thi đấu là Thế vận hội lần thứ 10 (Mùa hè), chúng là Thế vận hội của Olympic lần thứ XI.
Tháp chuông là phần duy nhất của Reichssportfeld đã bị phá hủy trong chiến tranh. Đệ tam đế chế đã sử dụng cấu trúc của tháp để lưu trữ các tài liệu lưu trữ (chẳng hạn như phim). Quân đội Liên Xô đã đốt lửa, biến tòa tháp thành một ống khói tạm bợ. Cấu trúc nổi lên từ đám cháy bị hư hại nghiêm trọng và suy yếu.
Năm 1947, các kỹ sư người Anh đã phá bỏ tòa tháp; tuy nhiên, nó đã được tái tạo lại chính xác vào năm 1962. Chuông Olympic (đã sống sót sau trận hỏa hoạn và vẫn ở nguyên vị trí của nó trong tháp) rơi xuống 77 mét và nứt vỡ và không thể phát ra âm thanh kể từ đó. Năm 1956, chiếc chuông được giải cứu, chỉ được sử dụng làm mục tiêu tập bắn bằng đạn chống tăng. Chiếc chuông cũ bị hư hỏng vẫn tồn tại và được dùng như một đài tưởng niệm.
Việc tái tạo lại tòa tháp được thực hiện từ năm 1960 đến năm 1962, một lần nữa do kiến trúc sư Werner March thực hiện theo bản thiết kế ban đầu. Tòa tháp hiện tại đã trở thành một địa điểm du lịch quan trọng với bức tranh toàn cảnh của Berlin, Spandau, Thung lũng Havel, Potsdam, Nauen và Hennigsdorf.
Trận chiến quan trọng nhất xung quanh Sân vận động Olympic là vào tháng 4 năm 1945 khi quân đội Liên Xô chiến đấu để chiếm nó. Đây là trận chiến cuối cùng của Chiến tranh thế giới thứ hai ở châu Âu, với cuộc xâm lược toàn bộ Berlin là mục tiêu của quân Đồng minh. Sân vận động Olympic sống sót sau cuộc chiến gần như không bị ảnh hưởng; nó chỉ chịu tác động của những phát súng máy.

### 1945–1990: Kỷ nguyên Tây Berlin

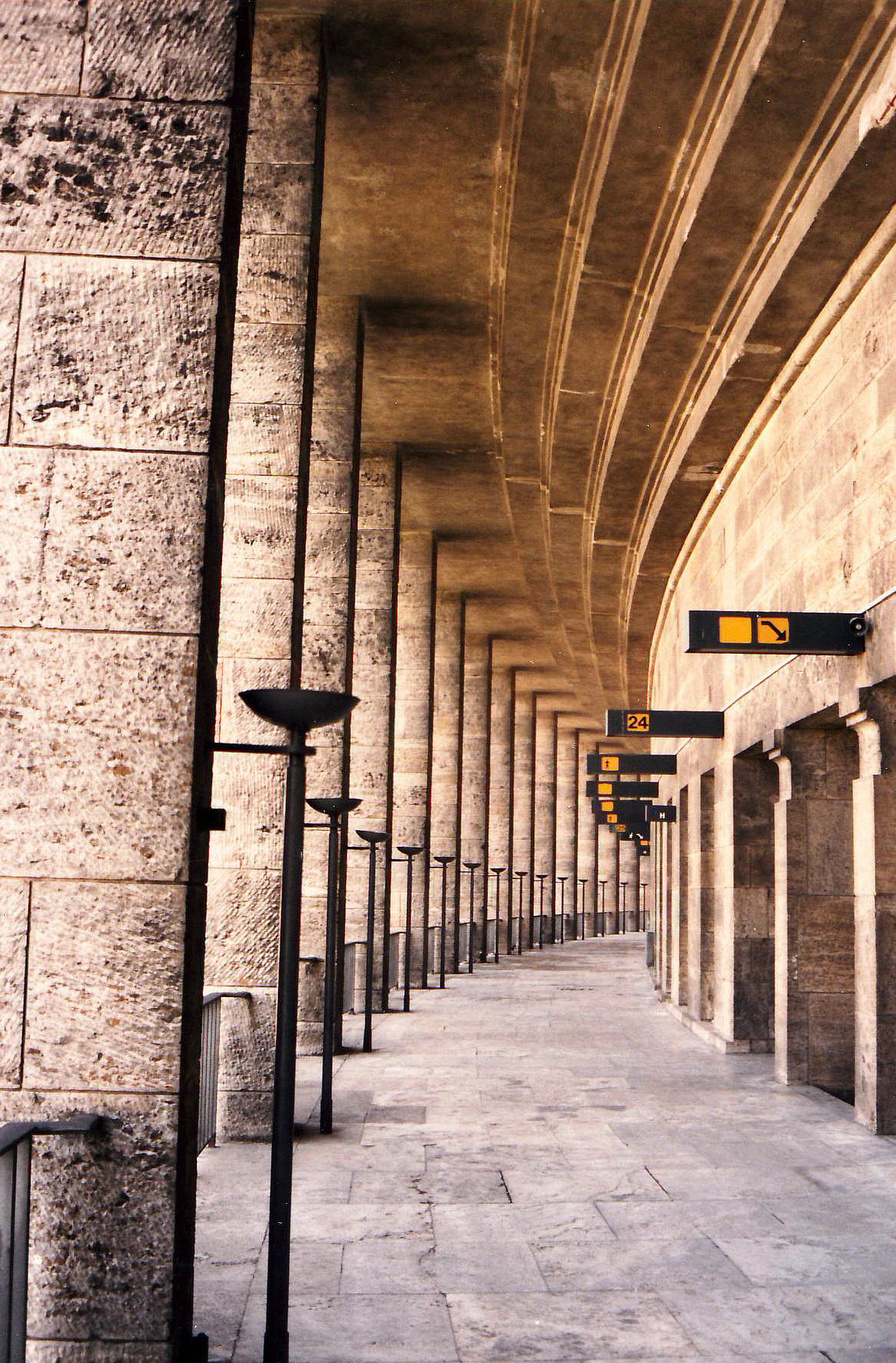
Sân vận động Olympic năm 1993, kiến trúc trước chiến tranh còn nguyên vẹn

Sau chiến tranh, Reichssportfeld cũ trở thành trụ sở của lực lượng chiếm đóng quân đội Anh. Chính quyền định cư trong các tòa nhà phía đông bắc do anh em nhà March thiết kế vào những năm 1920, mà Đệ tam Đế chế đã sử dụng cho các tổ chức thể thao chính thức như Học viện Thể dục Thể thao và được mở rộng vào năm 1936, bổ sung thêm "Haus des deutschen Sports" (Nhà của Thể thao Đức) và các tòa nhà khác (thuộc về Công viên Olympic Berlin từ năm 1994, một cơ sở thể thao trung tâm của Thành phố Berlin). Không lâu sau, lực lượng Anh đã cải tạo các tòa nhà bị tàn phá do chiến tranh nhưng cũng chuyển đổi nội thất theo nhu cầu cụ thể của họ (một phòng tập thể dục được chuyển đổi thành nhà ăn, phòng khác thành nhà để xe). Từ năm 1951 đến năm 2005, Olympischer Platz có một ăng-ten khổng lồ truyền cho tất cả các đài cầm tay ở Berlin.
Từ đó cho đến năm 1994 và sự ra đi của họ, quân Anh đã tổ chức hàng năm lễ kỷ niệm Sinh nhật chính thức của Nữ hoàng tại Maifeld với hàng nghìn khán giả từ Berlin có mặt. Trong những năm 1960, các đội bóng đá quân sự và trung học của Mỹ đã giới thiệu hàng trăm nghìn người Berlin đến với bóng đá Mỹ tại sân vận động trong các trận đấu triển lãm.
Trong những năm đó, các trận đấu bóng đá Bundesliga được diễn ra tại Sân vận động Olympic, với Hertha BSC là đội địa phương. Tại Maifeld, một số giải đấu bóng đá, bóng bầu dục và polo cũng đã được tổ chức. Vào mùa hè, Waldbühne tiếp tục các buổi hòa nhạc cổ điển và chiếu phim. Nhà hát cũng được sử dụng như một sàn đấu ngẫu hứng cho các trận đấu quyền Anh.

### 1990–2004: Berlin thống nhất

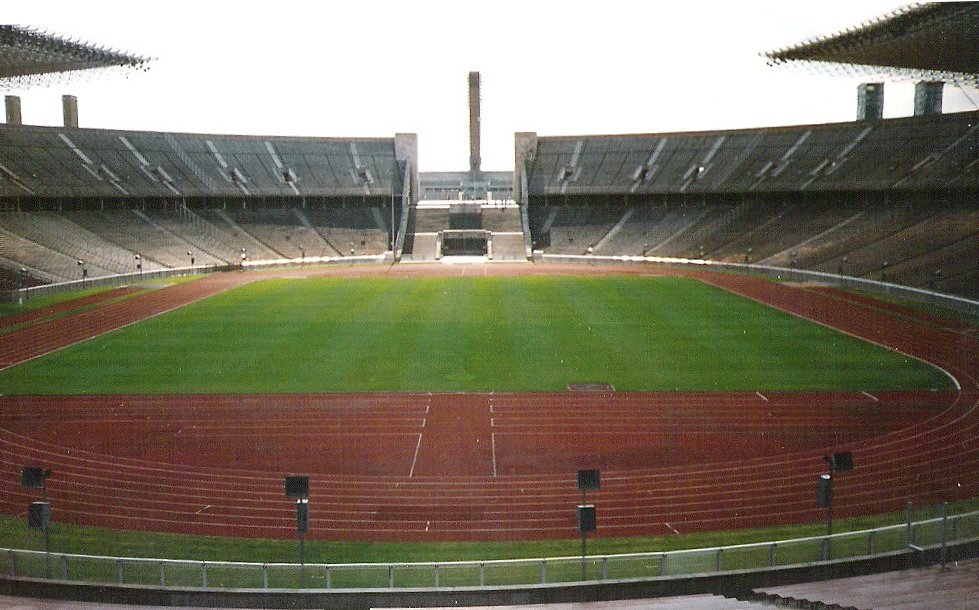
Sân vận động trước khi cải tạo

Năm 1998, người Berlin đã tranh luận về vận mệnh của Sân vận động Olympic dựa trên di sản mà sân đại diện cho nước Đức. Một số muốn phá bỏ sân vận động và xây một sân vận động mới từ đầu, trong khi những người khác lại thích để sân từ từ đổ nát "giống như Đấu trường La Mã ở Roma". Cuối cùng, người ta quyết định cải tạo Sân vận động Olympic.
FIFA đã chọn sân là một trong những địa điểm tổ chức Giải vô địch bóng đá thế giới 2006. Bang Berlin đã thuê một tập đoàn gồm Walter Bau AG và DYWIDAG đã giành được 45 triệu euro nhượng quyền thương mại. Liên danh phụ trách hoạt động của các cơ sở cùng với Hertha BSC và chính quyền Berlin sau khi tu sửa. Vào ngày 3 tháng 7 năm 2000, việc cải tạo bắt đầu với một buổi lễ do Thủ tướng Gerhard Schröder chủ trì, cùng với Eberhard Diepgen (Thị trưởng Berlin), Franz Beckenbauer và Giáo sư Tiến sĩ Ignaz Walter.

### 2004–nay: Nhà thi đấu đa năng
Lễ khánh thành lại Sân vận động Olympic mới được thực hiện vào ngày 31 tháng 7 năm 2004 và ngày 1 tháng 8 năm 2004. Vào ngày hôm đó, thứ Bảy, bữa tiệc bắt đầu với màn trình diễn của Pink, Nena và Daniel Barenboim. Đỉnh cao là vào ban đêm với lễ khai mạc. Vào ngày thứ hai, các trận giao hữu được diễn ra giữa các hạng mục khác nhau của câu lạc bộ Hertha BSC và đội khách. Vào ngày 8 tháng 9 năm 2004, Brasil đấu với Đức.
Năm 2011, địa điểm này đã tổ chức Lễ hội Văn hóa Thế giới do Art of Living tổ chức, nơi 70.000 người thiền định vì hòa bình.

Năm 2018, địa điểm đã tổ chức Giải vô địch điền kinh châu Âu 2018.

## Sân vận động

### Cải tạo

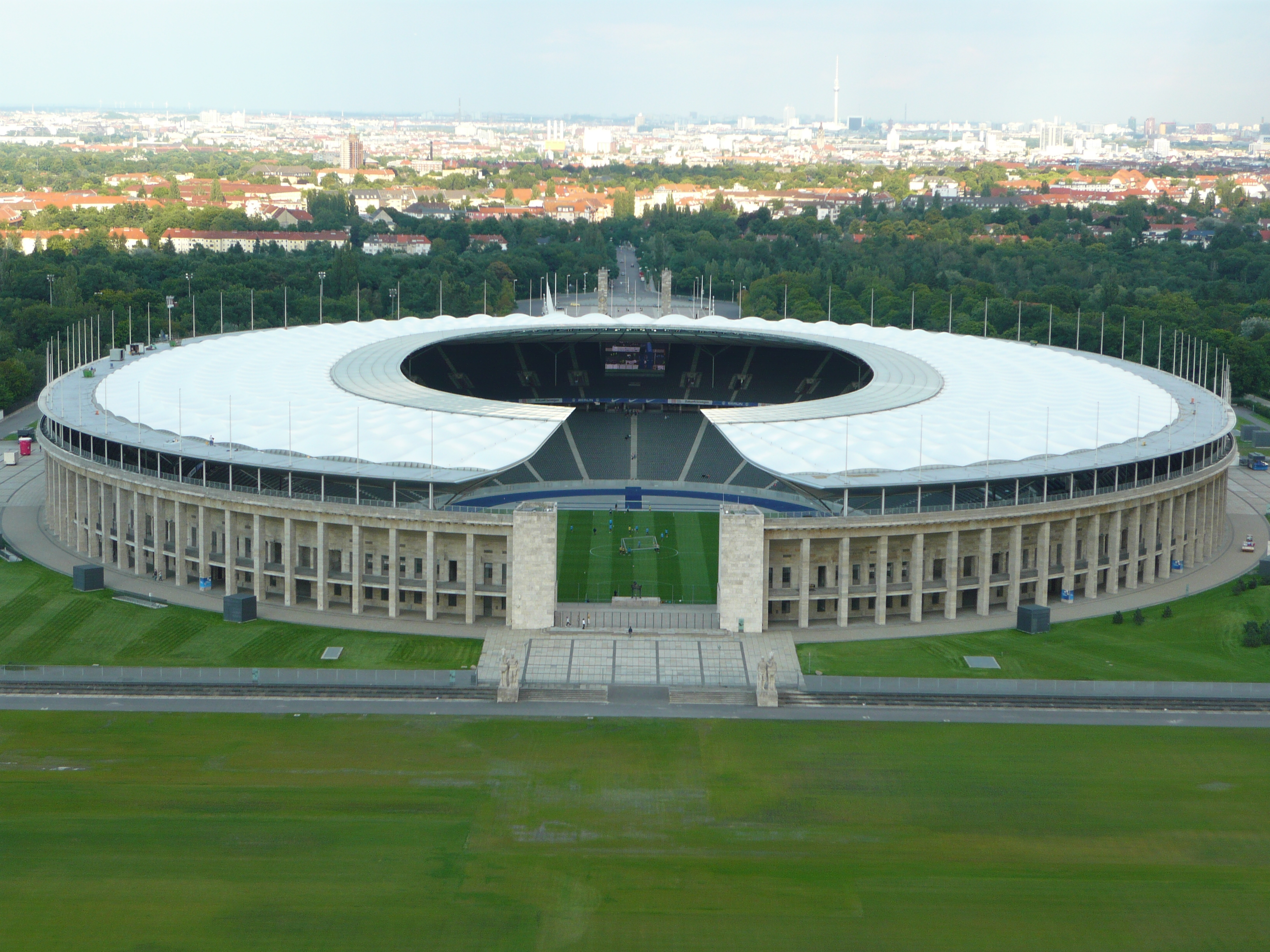
Sân vận động Olympic vào năm 2010

Với ý định tạo ra một bầu không khí thân mật hơn cho các trận đấu bóng đá, mặt sân đã được hạ xuống 2,65 mét (8,7 ft). Khoảng 90.000 mét khối (3.200.000 cu ft) cát đã được khai quật. Tầng dưới của ghế trong sân vận động đã bị phá hủy và xây dựng lại ở một góc độ hoàn toàn khác.
Mái che được mở rộng để bao phủ tổng cộng 37.000 mét vuông (400.000 ft vuông), với 20 cột đỡ mái mang trọng lượng 3.500 tấn (3.900 tấn ngắn) thép. Mái che tăng 68 mét (223 ft) trên ghế và được tạo thành từ các tấm trong suốt cho phép ánh sáng mặt trời chiếu vào ban ngày. Phần phía tây (trên Marathon Arch) được mở để lộ ra Tháp Chuông cho khán giả.
Yếu tố bảo tồn của Sân vận động Olympic như một di tích lịch sử cũng được xem xét, đặc biệt là đối với việc bảo tồn các khối đá tự nhiên. Sau những lời chỉ trích, màu sắc của đường chạy điền kinh quanh sân thi đấu đã được thay đổi từ màu đỏ sang màu xanh, phản ánh màu sắc của Hertha BSC.
Việc cải tạo đã sử dụng 70.000 mét khối (2.500.000 cu ft) bê tông và 20.000 mét khối (710.000 cu ft) của các yếu tố bê tông cốt thép đúc sẵn. Một số 12.000 mét khối (420.000 cu ft) bê tông đã bị phá hủy và loại bỏ và 30.000 mét khối (1.100.000 cu ft) đá tự nhiên đã được tân trang lại.
Sân vận động Olympic được trang bị công nghệ mới nhất trong thiết bị âm thanh và chiếu sáng nhân tạo. Sân có 113 khán đài VIP, một bộ nhà hàng và hai nhà để xe ngầm (cho 630 xe hơi). Tổng chi phí tu sửa và khuếch đại là 242 triệu euro.

### Sức chứa
Sân vận động Olympic mới có sức chứa toàn bộ chỗ ngồi cao nhất ở Đức. Nó có sức chứa là 74.475 chỗ ngồi. Tầng trên có 31 hàng ghế ở độ dốc trung bình 23° và có 36.455 chỗ ngồi, trong đó 36.032 là ghế thường, 290 ghế ngồi trên bệ báo chí và 133 ghế ngồi trong skybox. Tầng dưới có 42 hàng ghế ở góc trung bình 25,4° và có 38.020 chỗ ngồi, trong đó 32.310 là ghế thường, 560 là ghế hộp, 563 là ghế phòng chờ (có thể mở rộng lên 743), 4.413 là ghế kinh doanh và 174 không gian xe lăn.
Đối với một số trận đấu bóng đá nhất định, chẳng hạn như giữa Hertha BSC và FC Bayern München, khả năng có thể được mở rộng tạm thời. Điều này được thực hiện bằng việc bổ sung khán đài di động trên Marathon Arch. Sức chứa mở rộng đạt 76.197 chỗ ngồi trong năm 2014.
Các sân vận động duy nhất ở Đức có tổng sức chứa cao hơn là Signal Iduna Park ở Dortmund và Allianz Arena ở München. Tuy nhiên, Signal Iduna Park và Allianz Arena có cả khu vực chỗ ngồi và chỗ đứng, và sức chứa tất cả chỗ ngồi của họ thấp hơn Sân vận động Olympic. Tổng sức chứa của Allianz Arena cũng thấp hơn so với sức chứa mở rộng của Sân vận động Olympic.

## Người thuê sân
Sân vận động đã được sử dụng làm sân nhà của Hertha BSC của Bundesliga kể từ năm 1963. Năm 1963, Bundesliga được thành lập và Hertha BSC đã tham gia bằng lời mời trực tiếp, rời sân vận động cũ ("Plumpe") để sử dụng Sân vận động Olympic. Vào ngày 24 tháng 8, đội đã chơi trận địa phương đầu tiên với 1. FC Nürnberg, với tỷ số cuối cùng là 1–1. Tuy nhiên, vào năm 1965, Hiệp hội bóng đá Đức đã phát hiện Hertha BSC phạm tội hối lộ và đưa họ đến Giải đấu Khu vực.
Năm 1968, Hertha trở lại giải đấu hạng nhất, và đến Sân vận động Olympic, và năm 1971 đã bán "Plumpe". Nửa sau thập niên 1970 là khoảng thời gian khá thành công với Hertha BSC Berlin. Năm 1979, đội đã lọt vào bán kết Cúp UEFA, nhưng bị đánh bại bởi Sao Đỏ Beograd. Hertha lọt vào trận chung kết Cúp quốc gia Đức hai lần (1977 và 1979). Vào những năm 1980, Hertha đã sa sút tại Bundesliga, và xuống Giải đấu Khu vực vào năm 1986, mặc dù sau đó họ đã hồi sinh để đạt được Giải đấu hạng hai (1988–1989).
Với việc phá hủy Bức tường Berlin vào tháng 11 năm 1989, một cảm giác đồng cảm tự phát giữa Hertha và 1. FC Union Berlin từ Đông Berlin nảy sinh, lên đến đỉnh cao trong trận đấu giao hữu tại Sân vận động Olympic với 50.000 khán giả (27 tháng 1 năm 1990). Năm 1990, Hertha trở lại Giải hạng nhất, mặc dù lại xuống Giải hạng hai từ năm 1991 đến năm 1997. Từ năm 1997, câu lạc bộ đã tiến bộ, leo lên Bundesliga và đủ điều kiện tham dự UEFA Champions League, với các trận đấu với các đội bóng hàng đầu châu Âu như Chelsea và A.C. Milan.

## Sự kiện đáng chú ý

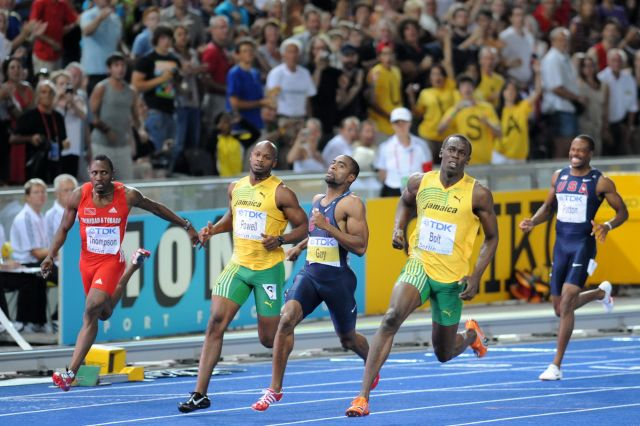
Phía trước, từ trái sang phải: Asafa Powell, Tyson Gay và Usain Bolt, 2009 tại Berlin.

Sân vận động Olympic đã giữ kỷ lục thế giới về số lượng khán giả dự khán một trận bóng chày trong Thế vận hội 1936 khi được cho là có hơn 100.000 người.
Kể từ năm 1985, sân vận động đã tổ chức các trận chung kết của cả Cúp bóng đá Đức và giải đấu nữ đồng hành của nó, Cúp bóng đá nữ Đức. Tuy nhiên, sân không tổ chức trận chung kết năm 2010 của Cúp bóng đá nữ Đức, được tổ chức tại RheinEnergieStadion của Cologne như một phần của cuộc thử nghiệm để tổ chức sự kiện ở một thành phố khác.
Sân vận động đã tổ chức 5 giải American Bowls từ năm 1990-1994. Sân vận động này cũng là sân nhà của Berlin Thunder, một đội bóng bầu dục Mỹ tại NFL Europa, từ năm 2003 cho đến khi nhà điều hành giải đấu, National Football League của Hoa Kỳ, đóng cửa giải đấu do bị thua lỗ vào năm 2007.
Sân vận động cũng đã tổ chức Lễ hội Văn hóa Thế giới năm 2011 là để kỷ niệm 30 năm phục vụ nhân loại của Art of Living Foundation.
Sân vận động này cũng tổ chức Internationales Stadionfest, cũng là một sự kiện IAAF Golden League cho đến năm 2010. Hiện tại vẫn chưa rõ về tương lai của sự kiện này.
Sân vận động tổ chức Giải vô địch điền kinh thế giới 2009, nơi Usain Bolt đã phá kỷ lục thế giới về nội dung 100 mét và 200 mét.

### Thế vận hội Mùa hè 1936

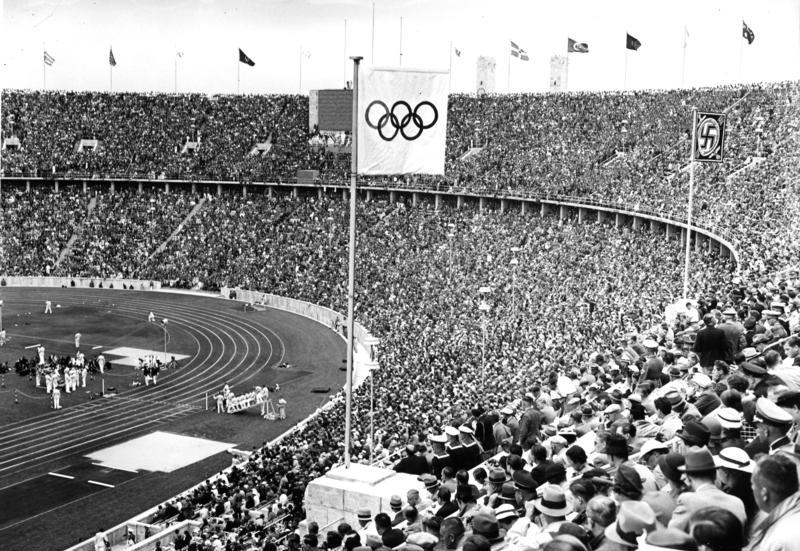
Lá cờ Olympic bay trên Sân vận động Olympic, Berlin năm 1936

Vào ngày 1 tháng 8 năm 1936, Thế vận hội chính thức được khai mạc bởi nguyên thủ quốc gia Adolf Hitler, và chiếc vạc Olympic được thắp sáng bởi vận động viên Fritz Schilgen. Bốn triệu vé đã được bán cho tất cả các sự kiện của Thế vận hội Mùa hè 1936. Đây cũng là Thế vận hội đầu tiên có truyền hình (25 không gian xem rải rác khắp Berlin và Potsdam) và truyền radio bằng 28 ngôn ngữ (với 20 xe đài và 300 microphone).
Trong khi ngọn lửa Olympic được sử dụng lần đầu tiên ở Amsterdam năm 1928, tại Berlin năm 1936, một cuộc hành trình giống như marathon vòng quanh ngọn đuốc Olympic đã được giới thiệu, từ Olympia ở Hy Lạp, băng qua sáu biên giới với hành trình 3.000 kilômét (1.900 mi) đến Berlin, qua Hy Lạp, Bulgaria, Nam Tư, Hungary, Tiệp Khắc, Áo và Đức. Ý tưởng ban đầu của cuộc rước đuốc Olympic này là của Carl Diem, người từng là cố vấn chính trị cho Bộ trưởng Tuyên truyền Joseph Goebbels, chuyên phụ trách các vấn đề Olympic. Thế vận hội là chủ đề của bộ phim tuyên truyền Olympia (1938) của Leni Riefenstahl.
Trong số các môn thi đấu, một trong những sự kiện đáng nhớ nhất là màn trình diễn của vận động viên điền kinh người Mỹ gốc Phi Jesse Owens, đại diện cho Hợp chúng quốc Hoa Kỳ. Owens giành huy chương vàng ở nội dung 100, 200, nhảy xa và tiếp sức 4 x 100. Một trong những con đường chính bên ngoài sân vận động được đặt tên Jesse Owens Allee để ghi nhận màn trình diễn của anh. Sân vận động này cũng tổ chức các sự kiện nhảy ngựa, bóng đá và bóng ném.

### Bảng A Giải vô địch bóng đá thế giới 1974

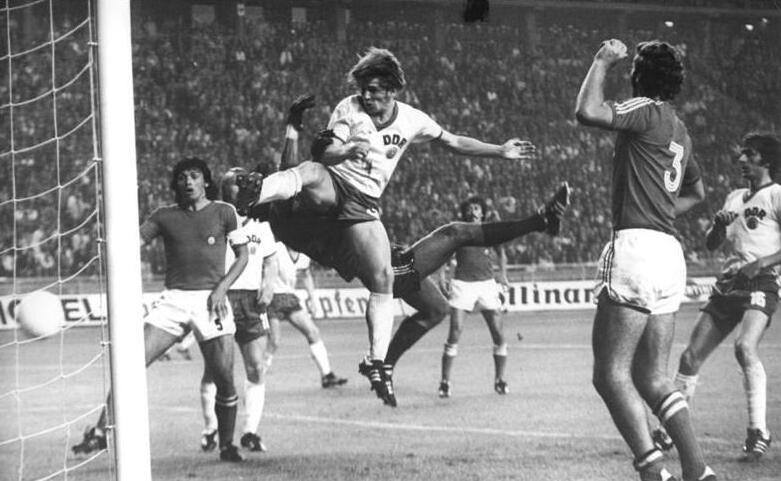
Cộng hòa Dân chủ Đức vs Chile năm 1974

Ba trận đấu của Bảng A (Tây Đức, Chile, Đông Đức và Úc) đã được diễn ra tại Sân vận động Olympic. Trận đấu thứ ba, Úc vs Chile, diễn ra trong cơn mưa xối xả. Tuy nhiên, trận đấu lịch sử giữa hai đội Đức lại diễn ra tại Hamburg. Đội chủ nhà Tây Đức đã vô địch giải đấu.
| Đội      | Đ | ST | T | H | B | BT | BB | HS |
| -------- | - | -- | - | - | - | -- | -- | -- |
| Đông Đức | 5 | 3  | 2 | 1 | 0 | 4  | 1  | 3  |
| Tây Đức  | 4 | 3  | 2 | 0 | 1 | 4  | 1  | 3  |
| Chile    | 2 | 3  | 0 | 2 | 1 | 1  | 2  | −1 |
| Úc       | 1 | 3  | 0 | 1 | 2 | 0  | 5  | −5 |

| Ngày                | Đội #1   | Khán giả | Đội #2 | Vòng           | Khán giả |
| ------------------- | -------- | -------- | ------ | -------------- | -------- |
| 14 tháng 6 năm 1974 | Tây Đức  | 1–0      | Chile  | Vòng 1, Bảng A | 81.100   |
| 18 tháng 6 năm 1974 | Đông Đức | 1–1      | Chile  | Vòng 1, Bảng A | 28.300   |
| 22 tháng 6 năm 1974 | Úc       | 0–0      | Chile  | Vòng 1, Bảng A | 17.400   |

### Giải vô địch bóng đá thế giới 2006
Các trận đấu sau đây được diễn ra tại Berlin, tại Giải vô địch bóng đá thế giới 2006:
| Ngày                | Thời gian (CEST) | Đội #1    | Kết quả         | Đội #2    | Vòng      | Khán giả |
| ------------------- | ---------------- | --------- | --------------- | --------- | --------- | -------- |
| 13 tháng 6 năm 2006 | 21:00            | Brasil    | 1–0             | Croatia   | Bảng F    | 72.000   |
| 15 tháng 6 năm 2006 | 21:00            | Thụy Điển | 1–0             | Paraguay  | Bảng B    | 72.000   |
| 20 tháng 6 năm 2006 | 16:00            | Đức       | 3–0             | Ecuador   | Bảng A    | 72.000   |
| 23 tháng 6 năm 2006 | 16:00            | Ukraina   | 1–0             | Tunisia   | Bảng H    | 72.000   |
| 30 tháng 6 năm 2006 | 17:00            | Đức       | 1–1 (4–2 ph.đ.) | Argentina | Tứ kết    | 72.000   |
| 9 tháng 7 năm 2006  | 20:00            | Ý         | 1–1 (5–3 ph.đ.) | Pháp      | Chung kết | 69.000   |

### Giải vô địch bóng đá nữ thế giới 2011
Năm 2011, Sân vận động Olympic đã tổ chức trận đấu mở màn của Đức trong Giải vô địch bóng đá nữ thế giới 2011. Đây là trận đấu duy nhất trong giải đấu được tổ chức tại sân vận động.
| Ngày                | Thời gian (CEST) | Đội #1 | Kết quả | Đội #2 | Vòng   | Khán giả |
| ------------------- | ---------------- | ------ | ------- | ------ | ------ | -------- |
| 26 tháng 6 năm 2011 | 18:00            | Đức    | 2–1     | Canada | Bảng A | 73.680   |

## Giao thông

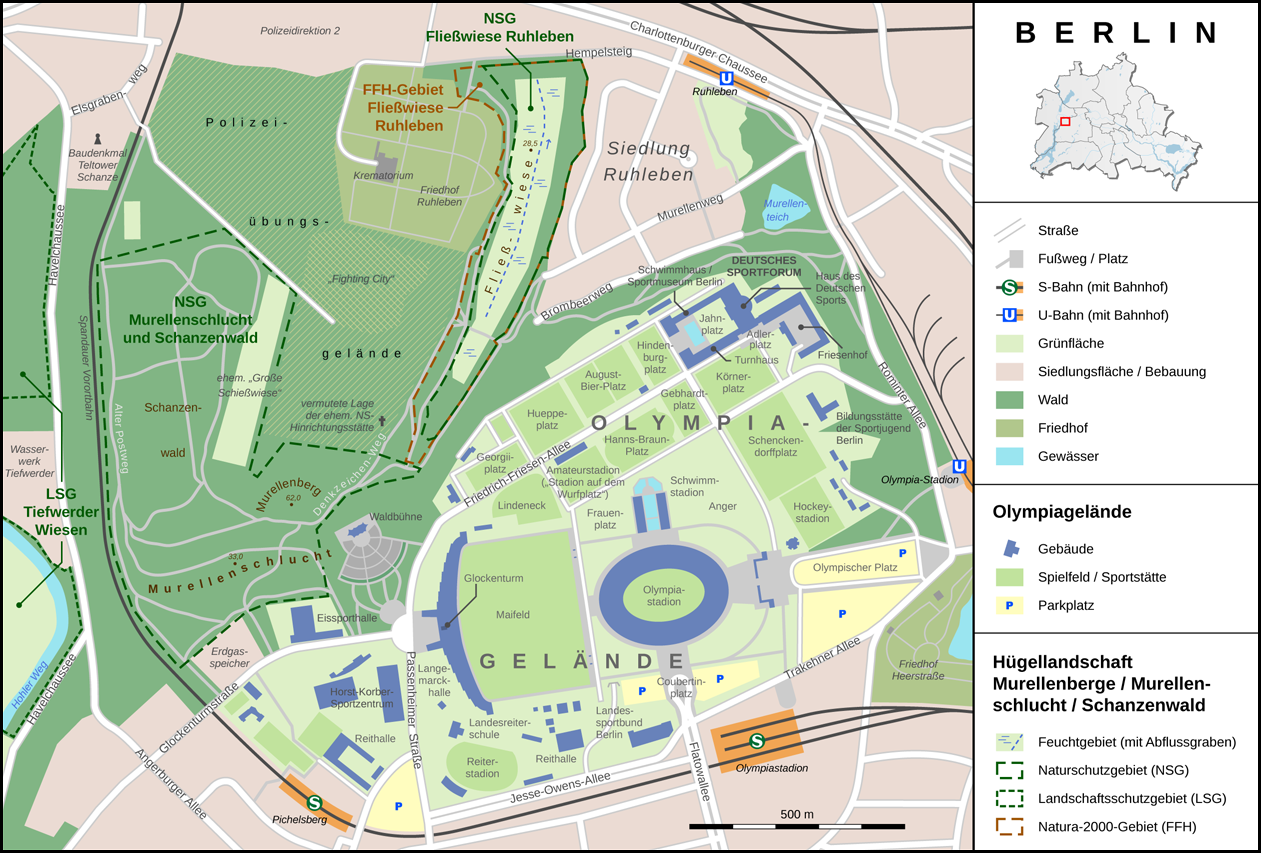
Bản đồ của địa điểm.

### Chung kết UEFA Champions League 2015
Vào tháng 5 năm 2013, Olympiastadion được chọn làm nơi tổ chức trận chung kết UEFA Champions League 2015. FC Barcelona đã giành được danh hiệu thứ năm và hoàn thành cú ăn ba thứ hai.
| Juventus   | 1–3      | Barcelona                              |
| ---------- | -------- | -------------------------------------- |
| Morata 55' | Chi tiết | Rakitić 4' · Suárez 68' · Neymar 90+7' |

### Thế vận hội mùa hè thế giới dành cho người khuyết tật năm 2023

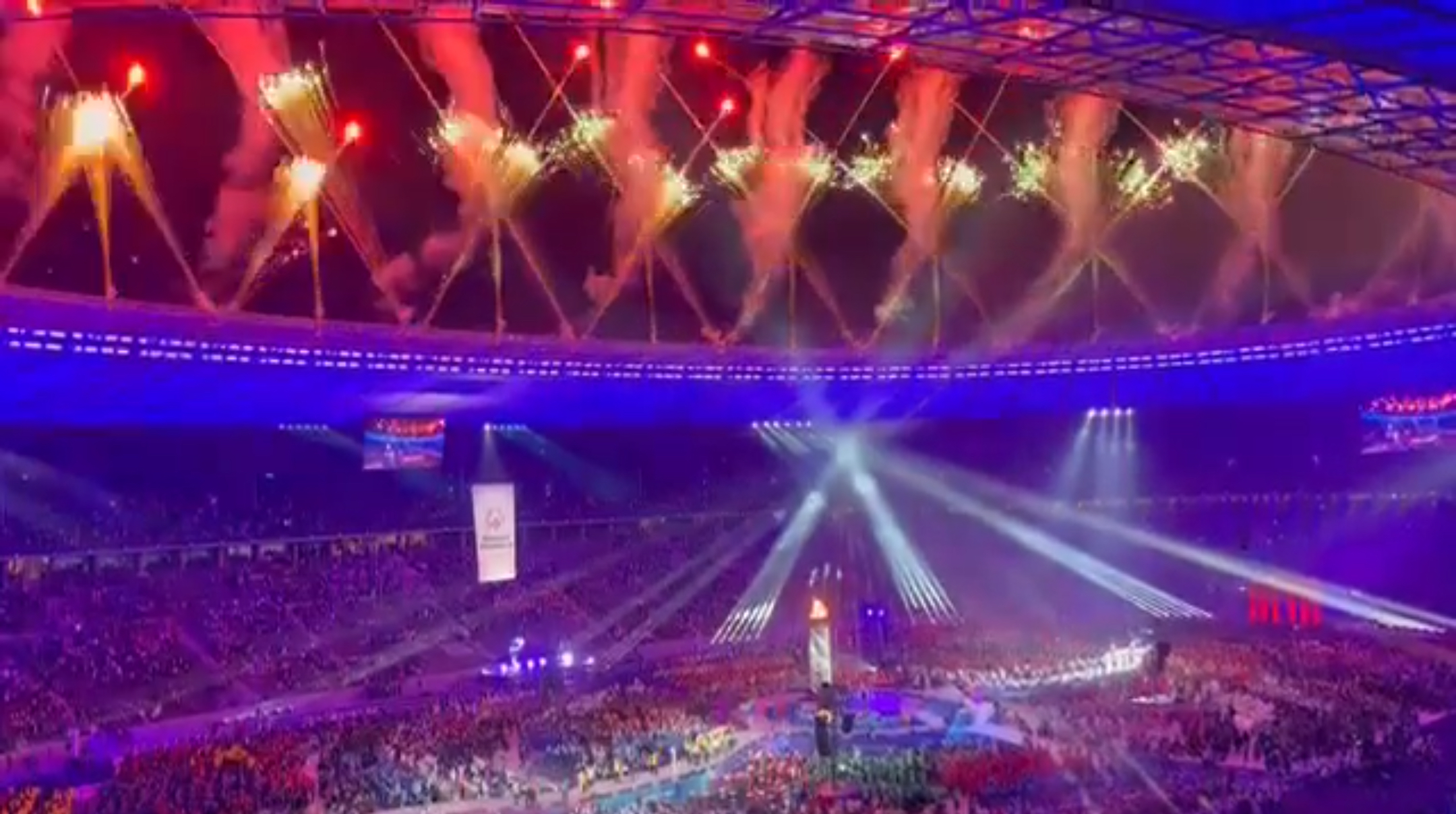
Lễ khai mạc Thế vận hội Mùa hè Thế giới dành cho Người khuyết tật 2023

Vào ngày 17 tháng 6 năm 2023, lễ khai mạc Thế vận hội Mùa hè Thế giới dành cho Người khuyết tật 2023 đã được tổ chức tại Sân vận động Olympiastadion.

### Giải vô địch bóng đá châu Âu 2024
Sân vận động Olympic đã tổ chức sáu Giải vô địch bóng đá châu Âu 2024 các trận đấu, bao gồm một trận vòng 16 đội, một trận tứ kết và trận chung kết vào ngày 14 tháng 7 năm 2024.
| Ngày                | Giờ (CEST) | Đội #1      | Kết quả | Đội #2     | Vòng      | Khán giả |
| ------------------- | ---------- | ----------- | ------- | ---------- | --------- | -------- |
| 15 tháng 6 năm 2024 | 18:00      | Tây Ban Nha | 3–0     | Croatia    | Bảng B    | 68,844   |
| 21 tháng 6 năm 2024 | 18:00      | Ba Lan      | 1–3     | Áo         | Bảng D    | 69,455   |
| 25 tháng 6 năm 2024 | 18:00      | Hà Lan      | 2–3     | Áo         | Bảng D    | 68,363   |
| 29 tháng 6 năm 2024 | 18:00      | Thụy Sĩ     | 2–0     | Ý          | vòng 16   | 68,172   |
| 6 tháng 7 năm 2024  | 21:00      | Hà Lan      | 2–1     | Thổ Nhĩ Kỳ | Tứ kết    | 70,091   |
| 14 tháng 7 năm 2024 | 21:00      | Tây Ban Nha | 2–1     | Anh        | Chung kết | 65,600   |